# Danh sách bộ vi xử lý Intel Core i3

## Vi xử lý cho máy tính để bàn

### Vi kiến trúc Westmere (thế hệ thứ nhất)

#### "Clarkdale" (32 nm)
- Các công nghệ được tích hợp: MMX, SSE, SSE2, SSE3, SSSE3, SSE4.1, SSE4.2, Enhanced Intel SpeedStep Technology (EIST), Intel 64, XD bit (bản cải tiến của NX bit), Intel VT-x, Hyper-Threading, Smart Cache.
- FSB được thay thế bởi DMI.
- Tích hợp GPU "Ironlake" 45 nm.
- Số bóng bán dẫn: 382 triệu
- KÍch thước vi mạch: 81 mm²
- Số bóng bán dẫn của bộ điều khiển đồ họa và bộ nhớ tích hợp: 177 triệu
- kích thước bộ điều khiển đồ họa và bộ nhớ tích hợp: 114 mm²
- Số bước nhảy: C2, K0

| Mã sản phẩm | Số sSpec                  | Xung nhịp | Turbo | Xung nhịp GPU | Số nhân | L2 cache   | L3 cache | I/O bus | Mult. | Tốc độ Uncore | Bộ nhớ        | Voltage    | TDP  | Socket   | Ngày ra mắt   | Số hiệu thành phần                               | Giá ra mắt (USD) |
| ----------- | ------------------------- | --------- | ----- | ------------- | ------- | ---------- | -------- | ------- | ----- | ------------- | ------------- | ---------- | ---- | -------- | ------------- | ------------------------------------------------ | ---------------- |
| Core i3-530 | - SLBLR (C2) - SLBX7 (K0) | 2.93 GHz  | —     | 733 MHz       | 2       | 2 × 256 KB | 4 MB     | DMI     | 22×   | 2133 MHz      | 2 × DDR3-1333 | 0.65–1.4 V | 73 W | LGA 1156 | Tháng 1, 2010 | - CM80616003180AG - BX80616I3530 - BXC80616I3530 | $113             |
| Core i3-540 | - SLBMQ (C2) - SLBTD (K0) | 3.07 GHz  | —     | 733 MHz       | 2       | 2 × 256 KB | 4 MB     | DMI     | 23×   | 2133 MHz      | 2 × DDR3-1333 | 0.65–1.4 V | 73 W | LGA 1156 | Tháng 1, 2010 | - CM80616003060AE - BX80616I3540 - BXC80616I3540 | $133             |
| Core i3-550 | - SLBUD (K0)              | 3.2 GHz   | —     | 733 MHz       | 2       | 2 × 256 KB | 4 MB     | DMI     | 24×   | 2133 MHz      | 2 × DDR3-1333 | 0.65–1.4 V | 73 W | LGA 1156 | Tháng 5, 2010 | - CM80616003174AJ - BX80616I3550 - BXC80616I3550 | $138             |
| Core i3-560 | - SLBY2 (K0)              | 3.33 GHz  | —     | 733 MHz       | 2       | 2 × 256 KB | 4 MB     | DMI     | 25×   | 2133 MHz      | 2 × DDR3-1333 | 0.65–1.4 V | 73 W | LGA 1156 | Tháng 8, 2010 | - CM80616003177AH - BX80616I3560 - BXC80616I3560 | $138             |

### Vi kiến trúc Sandy Bridge (thế hệ thứ 2)

#### "Sandy Bridge" (32 nm)
- Các công nghệ được tích hợp: MMX, SSE, SSE2, SSE3, SSSE3, SSE4.1, SSE4.2, AVX, Enhanced Intel SpeedStep Technology (EIST), Intel 64, XD bit (bản cải tiến của NX bit), Intel VT-x, Hyper-threading, Smart Cache, Intel Insider.
- Số bước nhảy: Q0, J1
- Số bóng bán dẫn: 624 triệu (J1), 504 triệu (Q0)
- Kích thước vi mạch: 149 mm² (J1), 131 mm² (Q0)

| điện năng tiêu chuẩn |              |   |         |   |            |      |                  |              |      |          |         |               |                                                      |      |
| Core i3-2100         | - SR05C (Q0) | 2 | 3.1 GHz | — | 2 × 256 KB | 3 MB | HD Graphics 2000 | 850–1100 MHz | 65 W | LGA 1155 | DMI 2.0 | Tháng 2, 2011 | - CM8062301061600 - BX80623I32100 - BXC80623I32100   | $117 |
| Core i3-2102         | - SR05D (Q0) | 2 | 3.1 GHz | — | 2 × 256 KB | 3 MB | HD Graphics 2000 | 850–1100 MHz | 65 W | LGA 1155 | DMI 2.0 | Quý 2, 2011   | - CM8062301061700 - BX80623I32102                    | $127 |
| Core i3-2105         | - SR0BA (J1) | 2 | 3.1 GHz | — | 2 × 256 KB | 3 MB | HD Graphics 3000 | 850–1100 MHz | 65 W | LGA 1155 | DMI 2.0 | Tháng 5, 2011 | - CM8062301090600 - BX80623I32105 - BXC80623I32105   | $134 |
| Core i3-2120         | - SR05Y (Q0) | 2 | 3.3 GHz | — | 2 × 256 KB | 3 MB | HD Graphics 2000 | 850–1100 MHz | 65 W | LGA 1155 | DMI 2.0 | Tháng 2, 2011 | - CM8062301044204 - BX80623I32120 - BXC80623I32120   | $138 |
| Core i3-2125         | - SR0AY (J1) | 2 | 3.3 GHz | — | 2 × 256 KB | 3 MB | HD Graphics 3000 | 850–1100 MHz | 65 W | LGA 1155 | DMI 2.0 | Tháng 9, 2011 | - BX80623I32125 - CM8062301090500 - BXC80623I32125   | $134 |
| Core i3-2130         | - SR05W (Q0) | 2 | 3.4 GHz | — | 2 × 256 KB | 3 MB | HD Graphics 2000 | 850–1100 MHz | 65 W | LGA 1155 | DMI 2.0 | Tháng 9, 2011 | - CM8062301043904 - BX80623I32130 - BXC80623I32130   | $138 |
| tiết kiệm điện       |              |   |         |   |            |      |                  |              |      |          |         |               |                                                      |      |
| Core i3-2100T        | - SR05Z (Q0) | 2 | 2.5 GHz | — | 2 × 256 KB | 3 MB | HD Graphics 2000 | 650–1100 MHz | 35 W | LGA 1155 | DMI 2.0 | Tháng 2, 2011 | - CM8062301045908 - BX80623I32100T - BXC80623I32100T | $127 |
| Core i3-2120T        | - SR060 (Q0) | 2 | 2.6 GHz | — | 2 × 256 KB | 3 MB | HD Graphics 2000 | 650–1100 MHz | 35 W | LGA 1155 | DMI 2.0 | Tháng 9, 2011 | - CM8062301046008 - BX80623I32120T - BXC80623I32120T | $127 |

1. ↑  Khi nâng cấp qua Intel Upgrade Service, nó hoạt động tại 3,6 GHz, có 3 MB L3 cache và được nhận dạng là Core i3-2153.

### Vi kiến trúc Ivy Bridge (thế hệ thứ 3)

#### "Ivy Bridge" (22 nm)
- Các công nghệ được tích hợp: MMX, SSE, SSE2, SSE3, SSSE3, SSE4.1, SSE4.2, AVX, Enhanced Intel SpeedStep Technology (EIST), Intel 64, XD bit (bản cải tiến của NX bit), Intel VT-x, Hyper-threading, Smart Cache, Intel Insider.

| điện năng tiêu chuẩn |              |   |         |   |            |      |                  |              |      |          |         |               |                                                    |      |
| Core i3-3210         | - SR0YY (P0) | 2 | 3.2 GHz | — | 2 × 256 KB | 3 MB | HD Graphics 2500 | 650–1050 MHz | 55 W | LGA 1155 | DMI 2.0 | Tháng 1, 2013 | - CM8063701392300 - BX80637I33210 - BXC80637I33210 | $117 |
| Core i3-3220         | - SR0RG (L1) | 2 | 3.3 GHz | — | 2 × 256 KB | 3 MB | HD Graphics 2500 | 650–1050 MHz | 55 W | LGA 1155 | DMI 2.0 | Tháng 9, 2012 | - CM8063701137502 - BX80637I33220 - BXC80637I33220 | $117 |
| Core i3-3225         | - SR0RF (L1) | 2 | 3.3 GHz | — | 2 × 256 KB | 3 MB | HD Graphics 4000 | 650–1050 MHz | 55 W | LGA 1155 | DMI 2.0 | Tháng 9, 2012 | - CM8063701133903 - BX80637I33225 - BXC80637I33225 | $134 |
| Core i3-3240         | - SR0RH (L1) | 2 | 3.4 GHz | — | 2 × 256 KB | 3 MB | HD Graphics 2500 | 650–1050 MHz | 55 W | LGA 1155 | DMI 2.0 | Tháng 9, 2012 | - CM8063701137900 - BX80637I33240 - BXC80637I33240 | $138 |
| Core i3-3245         | - SR0YL (L1) | 2 | 3.4 GHz | — | 2 × 256 KB | 3 MB | HD Graphics 4000 | 650–1050 MHz | 55 W | LGA 1155 | DMI 2.0 | Tháng 6, 2013 | - CM8063701391700 - BX80637I33245 - BXC80637I33245 | $134 |
| Core i3-3250         | - SR0YX (L1) | 2 | 3.5 GHz | — | 2 × 256 KB | 3 MB | HD Graphics 2500 | 650–1050 MHz | 55 W | LGA 1155 | DMI 2.0 | Tháng 6, 2013 | - CM8063701392200 - BX80637I33250 - BXC80637I33250 | $138 |
| tiết kiệm điện       |              |   |         |   |            |      |                  |              |      |          |         |               |                                                    |      |
| Core i3-3220T        | - SR0RE (L1) | 2 | 2.8 GHz | — | 2 × 256 KB | 3 MB | HD Graphics 2500 | 650–1050 MHz | 35 W | LGA 1155 | DMI 2.0 | Tháng 9, 2012 | - CM8063701099500 - BX80637I33220T                 | $117 |
| Core i3-3240T        | - SR0RK (L1) | 2 | 2.9 GHz | — | 2 × 256 KB | 3 MB | HD Graphics 2500 | 650–1050 MHz | 35 W | LGA 1155 | DMI 2.0 | Tháng 9, 2012 | - CM8063701194400                                  | $138 |
| Core i3-3250T        | - SR0YW (L1) | 2 | 3 GHz   | — | 2 × 256 KB | 3 MB | HD Graphics 2500 | 650–1050 MHz | 35 W | LGA 1155 | DMI 2.0 | Tháng 6, 2013 | - CM8063701391800                                  | $138 |

### Vi kiến trúc Haswell (thế hệ thứ 4)

#### "Haswell-DT" (22 nm)
- Các công nghệ được tích hợp: MMX, SSE, SSE2, SSE3, SSSE3, SSE4.1, SSE4.2, AVX, AVX2, FMA3, Enhanced Intel SpeedStep Technology (EIST), Intel 64, XD bit (bản cải tiến của NX bit), Intel VT-x, Hyper-threading, AES-NI, Smart Cache.
- Số bóng bán dẫn: 1,4 tỷ
- Kich thước vi mạch: 177mm²

| điện năng tiêu chuẩn  |              |   |         |   |            |      |                  |              |      |          |         |               |                                                      |      |
| Core i3-4130          | - SR1NP (C0) | 2 | 3.4 GHz | — | 2 × 256 KB | 3 MB | HD Graphics 4400 | 350–1150 MHz | 54 W | LGA 1150 | DMI 2.0 | Tháng 9, 2013 | - CM8064601483615 - BX80646I34130 - BXC80646I34130   | $122 |
| Core i3-4150          | - SR1PJ (C0) | 2 | 3.5 GHz | — | 2 × 256 KB | 3 MB | HD Graphics 4400 | 350–1150 MHz | 54 W | LGA 1150 | DMI 2.0 | Tháng 5, 2014 | - CM8064601483643 - BX80646I34150 - BXC80646I34150   | $117 |
| Core i3-4160          | - SR1PK (C0) | 2 | 3.6 GHz | — | 2 × 256 KB | 3 MB | HD Graphics 4400 | 350–1150 MHz | 54 W | LGA 1150 | DMI 2.0 | Tháng 7, 2014 | - CM8064601483644 - BX80646I34160 - BXC80646I34160   | $117 |
| Core i3-4330          | - SR1NM (C0) | 2 | 3.5 GHz | — | 2 × 256 KB | 4 MB | HD Graphics 4600 | 350–1150 MHz | 54 W | LGA 1150 | DMI 2.0 | Tháng 9, 2013 | - CM8064601482423 - BX80646I34330 - BXC80646I34330   | $138 |
| Core i3-4340          | - SR1NL (C0) | 2 | 3.6 GHz | — | 2 × 256 KB | 4 MB | HD Graphics 4600 | 350–1150 MHz | 54 W | LGA 1150 | DMI 2.0 | Tháng 9, 2013 | - CM8064601482422 - BX80646I34340 - BXC80646I34340   | $149 |
| Core i3-4350          | - SR1PF (C0) | 2 | 3.6 GHz | — | 2 × 256 KB | 4 MB | HD Graphics 4600 | 350–1150 MHz | 54 W | LGA 1150 | DMI 2.0 | Tháng 5, 2014 | - CM8064601482464 - BX80646I34350                    | $138 |
| Core i3-4360          | - SR1PC (C0) | 2 | 3.7 GHz | — | 2 × 256 KB | 4 MB | HD Graphics 4600 | 350–1150 MHz | 54 W | LGA 1150 | DMI 2.0 | Tháng 5, 2014 | - CM8064601482461 - BX80646I34360                    | $149 |
| Core i3-4370          | - SR1PD (C0) | 2 | 3.8 GHz | — | 2 × 256 KB | 4 MB | HD Graphics 4600 | 350–1150 MHz | 54 W | LGA 1150 | DMI 2.0 | Tháng 7, 2014 | - CM8064601482462 - BX80646I34370                    | $149 |
| tiết kiệm điện        |              |   |         |   |            |      |                  |              |      |          |         |               |                                                      |      |
| Core i3-4130T         | - SR1NN (C0) | 2 | 2.9 GHz | — | 2 × 256 KB | 3 MB | HD Graphics 4400 | 200–1150 MHz | 35 W | LGA 1150 | DMI 2.0 | Tháng 9, 2013 | - CM8064601483515 - BX80646I34130T - BXC80646I34130T | $122 |
| Core i3-4150T         | - SR1PG (C0) | 2 | 3 GHz   | — | 2 × 256 KB | 3 MB | HD Graphics 4400 | 200–1150 MHz | 35 W | LGA 1150 | DMI 2.0 | Tháng 5, 2014 | - CM8064601483534                                    | $117 |
| Core i3-4160T         | - SR1PH (C0) | 2 | 3.1 GHz | — | 2 × 256 KB | 3 MB | HD Graphics 4400 | 200–1150 MHz | 35 W | LGA 1150 | DMI 2.0 | Tháng 7, 2014 | - CM8064601483535                                    | $117 |
| Core i3-4330T         | - SR1NK (C0) | 2 | 3 GHz   | — | 2 × 256 KB | 4 MB | HD Graphics 4600 | 200–1150 MHz | 35 W | LGA 1150 | DMI 2.0 | Tháng 9, 2013 | - CM8064601481930                                    | $138 |
| Core i3-4350T         | - SR1PA (C0) | 2 | 3.1 GHz | — | 2 × 256 KB | 4 MB | HD Graphics 4600 | 200–1150 MHz | 35 W | LGA 1150 | DMI 2.0 | Tháng 5, 2014 | - CM8064601481957                                    | $138 |
| Core i3-4360T         | - SR1PB (C0) | 2 | 3.2 GHz | — | 2 × 256 KB | 4 MB | HD Graphics 4600 | 200–1150 MHz | 35 W | LGA 1150 | DMI 2.0 | Tháng 7, 2014 | - CM8064601481958                                    | $138 |
| tiết kiệm điện, nhúng |              |   |         |   |            |      |                  |              |      |          |         |               |                                                      |      |
| Core i3-4330TE        | - SR180 (C0) | 2 | 2.4 GHz | — | 2 × 256 KB | 4 MB | HD Graphics 4600 | 350–1000 MHz | 35 W | LGA 1150 | DMI 2.0 | Tháng 9, 2013 | - CM8064601484402                                    | $122 |
| Core i3-4340TE        | - SR1T5 (C0) | 2 | 2.6 GHz | — | 2 × 256 KB | 4 MB | HD Graphics 4600 | 350–1000 MHz | 35 W | LGA 1150 | DMI 2.0 | Tháng 5, 2014 | - CM8064601618605                                    | $138 |

## Vi xử lý cho thiết bị di động

### Vi kiến trúc Westmere (thế hệ thứ nhất)

#### "Arrandale (32 nm)
- Các công nghệ được tích hợp: MMX, SSE, SSE2, SSE3, SSSE3, SSE4.1, SSE4.2, Enhanced Intel SpeedStep Technology (EIST), Intel 64, XD bit (bản cải tiến của NX bit), Intel VT-x, Hyper-Threading, Smart Cache.
- Core i3-330E hỗ trợ bộ nhớ ECC và phân tách tổng kết nối PCI express.
- FSB được thay thế bởi DMI.
- Tích hợp GPU "Ironlake" 45 nm.
- Số bóng bán dẫn: 382 triệu
- Kích thước vi mạch: 81 mm²
- Tích hợp Intel HD Graphics (Ironlake)
- Số bóng bán dẫn của bộ điều khiển đồ họa và bộ nhớ tích hợp: 177 triệu
- Kích thước bộ điều khiển đồ họa và bộ nhớ tích hợp:114 mm²
- Số bước nhảy: C2, K0

| Mã sản phẩm                 | Số sSpec                                            | Xung nhịp | Turbo | Xung nhịp GPU | Số nhân | L2 cache   | L3 cache | I/O bus | Mult. | Tốc độ Uncore | Bộ nhớ        | Voltage     | TDP  | Socket                                        | Ngày ra mắt    | Số hiệu thành phần                                                      | Giá ra mắt (USD) |
| --------------------------- | --------------------------------------------------- | --------- | ----- | ------------- | ------- | ---------- | -------- | ------- | ----- | ------------- | ------------- | ----------- | ---- | --------------------------------------------- | -------------- | ----------------------------------------------------------------------- | ---------------- |
| điện năng tiêu chuẩn        |                                                     |           |       |               |         |            |          |         |       |               |               |             |      |                                               |                |                                                                         |                  |
| Core i3-330M                | - SLBMD (C2) - SLBNF (C2) - SLBVT (K0)              | 2.13 GHz  | —     | 500–667 MHz   | 2       | 2 × 256 KB | 3 MB     | DMI     | 16×   |               | 2 × DDR3-1066 | 0.775–1.4 V | 35 W | - Socket G1 - BGA-1288 - Socket G1            | Tháng 1, 2010  | - CP80617004122AG - CN80617004122AG - CN80617004122AG                   | OEM              |
| Core i3-350M                | - SLBPK (C2) - SLBPL (C2) - SLBU5 (K0) - SLBU6 (K0) | 2.27 GHz  | —     | 500–667 MHz   | 2       | 2 × 256 KB | 3 MB     | DMI     | 17×   |               | 2 × DDR3-1066 | 0.725–1.4 V | 35 W | - Socket G1 - BGA-1288 - Socket G1 - BGA-1288 | Tháng 1, 2010  | - CP80617004161AC - CN80617004161AC - CP80617004161AC - CN80617004161AC | OEM              |
| Core i3-370M                | - SLBUK (K0) - SLBTX (K0)                           | 2.4 GHz   | —     | 500–667 MHz   | 2       | 2 × 256 KB | 3 MB     | DMI     | 18×   |               | 2 × DDR3-1066 | 0.775–1.4 V | 35 W | - Socket G1 - BGA-1288                        | Tháng 6, 2010  | - CP80617004119AL - CN80617004119AL                                     | OEM              |
| Core i3-380M                | - SLBZX (K0)                                        | 2.53 GHz  | —     | 500–667 MHz   | 2       | 2 × 256 KB | 3 MB     | DMI     | 19×   |               | 2 × DDR3-1066 | 0.775–1.4 V | 35 W | - Socket G1                                   | Tháng 9, 2010  | - CP80617004116AH                                                       | OEM              |
| Core i3-390M                | - SLC25 (K0) - SLC24 (K0)                           | 2.67 GHz  | —     | 500–667 MHz   | 2       | 2 × 256 KB | 3 MB     | DMI     | 20×   |               | 2 × DDR3-1066 | 0.775–1.4 V | 35 W | - Socket G1 - BGA-1288                        | Tháng 1, 2011  | - CP80617005487AB - CN80617005487AB                                     | OEM              |
| điện năng tiêu chuẩn, nhúng |                                                     |           |       |               |         |            |          |         |       |               |               |             |      |                                               |                |                                                                         |                  |
| Core i3-330E                | - SLBQC (C2) - SLBXW (K0)                           | 2.13 GHz  | —     | 500–667 MHz   | 2       | 2 × 256 KB | 3 MB     | DMI     | 16×   |               | 2 × DDR3-1066 | 0.775–1.4 V | 35 W | BGA-1288                                      | Tháng 1, 2010  | - CN80617004467AC                                                       | $177             |
| siêu tiết kiệm điện         |                                                     |           |       |               |         |            |          |         |       |               |               |             |      |                                               |                |                                                                         |                  |
| Core i3-330UM               | - SLBUG (K0)                                        | 1.2 GHz   | —     | 166–500 MHz   | 2       | 2 × 256 KB | 3 MB     | DMI     | 9×    |               | 2 × DDR3-800  | 0.725–1.4 V | 18 W | BGA-1288                                      | Tháng 5, 2010  | - CN80617006042AB                                                       | OEM              |
| Core i3-380UM               | - SLBSL (K0)                                        | 1.33 GHz  | —     | 166–500 MHz   | 2       | 2 × 256 KB | 3 MB     | DMI     | 10×   |               | 2 × DDR3-800  | 0.725–1.4 V | 18 W | BGA-1288                                      | Tháng 10, 2010 | - CN80617005190AF                                                       | OEM              |

### Vi kiến trúc Sandy Bridge (thế hệ thứ 2)

#### "Sandy Bridge" (32 nm)
- Các công nghệ được tích hợp: MMX, SSE, SSE2, SSE3, SSSE3, SSE4.1, SSE4.2, AVX, Enhanced Intel SpeedStep Technology (EIST), Intel 64, XD bit (bản cải tiến của NX bit), Intel VT-x, Hyper-threading, Smart Cache, Intel Insider.
- Core i3-2310E, Core i3-2340UE hỗ trợ bộ nhớ ECC.
- Core i3-2310E, Core i3-2330E và Core i3-2340UE không hỗ trợ Intel Insider
- Số bóng bán dẫn: 624 triệu
- Kích thước vi mạch: 149 mm²

| điện năng tiêu chuẩn        |                                        |   |         |   |            |      |                  |              |      |                                    |         |                |                                                       |      |
| Core i3-2308M               | - SR0TB (J1)                           | 2 | 2.1 GHz | — | 2 × 256 KB | 3 MB | HD Graphics 3000 | 650–1100 MHz | 35 W | - Socket G2                        | DMI 2.0 | Q3 2012        | - FF8062701275000                                     |      |
| Core i3-2310M               | - SR04R (J1) - SR04S (J1)              | 2 | 2.1 GHz | — | 2 × 256 KB | 3 MB | HD Graphics 3000 | 650–1100 MHz | 35 W | - Socket G2 - BGA-1023             | DMI 2.0 | Tháng 2, 2011  | - FF8062700999405 - AV8062700999605                   | $225 |
| Core i3-2312M               | - SR04P (J1) - SR09S (J1)              | 2 | 2.1 GHz | — | 2 × 256 KB | 3 MB | HD Graphics 3000 | 650–1100 MHz | 35 W | - Socket G2                        | DMI 2.0 | Q2 2011        | - FF8062700853009 - FF8062701084601                   | OEM  |
| Core i3-2328M               | - SR0TC (J1)                           | 2 | 2.2 GHz | — | 2 × 256 KB | 3 MB | HD Graphics 3000 | 650–1100 MHz | 35 W | - Socket G2                        | DMI 2.0 | Tháng 9, 2012  | - FF8062701275100                                     | $225 |
| Core i3-2330M               | - SR04J (J1) - SR04L (J1)              | 2 | 2.2 GHz | — | 2 × 256 KB | 3 MB | HD Graphics 3000 | 650–1100 MHz | 35 W | - Socket G2 - BGA-1023             | DMI 2.0 | Tháng 6, 2011  | - FF8062700846606 - AV8062700846806                   | $225 |
| Core i3-2332M               | - SR09R (J1)                           | 2 | 2.2 GHz | — | 2 × 256 KB | 3 MB | HD Graphics 3000 | 650–1100 MHz | 35 W | - Socket G2                        | DMI 2.0 | Tháng 9, 2011  | - FF8062701084501                                     | OEM  |
| Core i3-2348M               | - SR0TD (J1)                           | 2 | 2.3 GHz | — | 2 × 256 KB | 3 MB | HD Graphics 3000 | 650–1150 MHz | 35 W | - Socket G2                        | DMI 2.0 | Tháng 1, 2013  | - FF8062701275200                                     |      |
| Core i3-2350M               | - SR050 (J1) - SR0DN (J1) - SR0DQ (J1) | 2 | 2.3 GHz | — | 2 × 256 KB | 3 MB | HD Graphics 3000 | 650–1150 MHz | 35 W | - Socket G2 - Socket G2 - BGA-1023 | DMI 2.0 | Tháng 10, 2011 | - FF8062700995905 - FF8062700995906 - AV8062700996106 | $225 |
| Core i3-2370M               | - SR0DP (J1) - SR0DR (J1)              | 2 | 2.4 GHz | — | 2 × 256 KB | 3 MB | HD Graphics 3000 | 650–1150 MHz | 35 W | - Socket G2 - BGA-1023             | DMI 2.0 | Tháng 1, 2012  | - FF8062700996006 - AV8062700996206                   | $225 |
| điện năng tiêu chuẩn, nhúng |                                        |   |         |   |            |      |                  |              |      |                                    |         |                |                                                       |      |
| Core i3-2310E               | - SR077 (D2)                           | 2 | 2.1 GHz | — | 2 × 256 KB | 3 MB | HD Graphics 3000 | 650–1050 MHz | 35 W | - BGA-1023                         | DMI 2.0 | Tháng 2, 2011  | - AV8062700849116                                     | $225 |
| Core i3-2330E               | - SR02V (D2)                           | 2 | 2.2 GHz | — | 2 × 256 KB | 3 MB | HD Graphics 3000 | 650–1050 MHz | 35 W | - Socket G2                        | DMI 2.0 | Tháng 6, 2011  | - FF8062700849000                                     | $225 |
| siêu tiết kiệm điện         |                                        |   |         |   |            |      |                  |              |      |                                    |         |                |                                                       |      |
| Core i3-2357M               | - SR0BJ (J1)                           | 2 | 1.3 GHz | — | 2 × 256 KB | 3 MB | HD Graphics 3000 | 350–950 MHz  | 17 W | - BGA-1023                         | DMI 2.0 | Tháng 6, 2011  | - AV8062701047703                                     | $250 |
| Core i3-2365M               | - SR0U3 (J1)                           | 2 | 1.4 GHz | — | 2 × 256 KB | 3 MB | HD Graphics 3000 | 350–1000 MHz | 17 W | - BGA-1023                         | DMI 2.0 | Tháng 9, 2012  | - AV8062701313000                                     | $225 |
| Core i3-2367M               | - SR0CV (J1)                           | 2 | 1.4 GHz | — | 2 × 256 KB | 3 MB | HD Graphics 3000 | 350–1000 MHz | 17 W | - BGA-1023                         | DMI 2.0 | Tháng 10, 2011 | - AV8062701047904                                     | $250 |
| Core i3-2375M               | - SR0U4 (J1)                           | 2 | 1.5 GHz | — | 2 × 256 KB | 3 MB | HD Graphics 3000 | 350–1000 MHz | 17 W | - BGA-1023                         | DMI 2.0 | Q1 2013        | - AV8062701313100                                     | $225 |
| Core i3-2377M               | - SR0CW (J1)                           | 2 | 1.5 GHz | — | 2 × 256 KB | 3 MB | HD Graphics 3000 | 350–1000 MHz | 17 W | - BGA-1023                         | DMI 2.0 | Tháng 9, 2012  | - AV8062701048004                                     | $250 |
| ultra-low power, embedded   |                                        |   |         |   |            |      |                  |              |      |                                    |         |                |                                                       |      |
| Core i3-2340UE              | - SR074 (D2)                           | 2 | 1.3 GHz | — | 2 × 256 KB | 3 MB | HD Graphics 3000 | 350–800 MHz  | 17 W | - BGA-1023                         | DMI 2.0 | Tháng 6, 2011  | - AV8062700849710                                     | $250 |

1. ↑  Khi nâng cấp qua Intel Upgrade Service, nó hoạt động tại 2,5 GHz, có 4 MB L3 cache và được nhận dạng là Core i3-2393M.
2. ↑  Khi nâng cấp qua Intel Upgrade Service, nó hoạt động tại 2,6 GHz, có 4 MB L3 cache và được nhận dạng là Core i3-2394M.

### Vi kiến trúc Ivy Bridge (thế hệ thứ 3)

#### "Ivy Bridge" (22 nm)
- Các công nghệ được tích hợp: MMX, SSE, SSE2, SSE3, SSSE3, SSE4.1, SSE4.2, AVX, Enhanced Intel SpeedStep Technology (EIST), Intel 64, XD bit (bản cải tiến của NX bit), Intel VT-x, Hyper-threading, Smart Cache, Intel Insider.
- Core i3-3120ME, i3-3217UE hỗ trợ bộ nhớ ECC.
- Core i3-3120ME, i3-3217UE không hỗ trợ Intel Insider.
- Core i3-3229Y hỗ trợ AES-NI.
- Kích thước vi mạch: 94 mm²

| điện năng tiêu chuẩn        |                                                     |   |         |   |            |      |                  |              |      |                                               |         |               |                                                                         |      |
| Core i3-3110M               | - SR0N1 (L1) - SR0T4 (E1) - SR0N2 (L1)              | 2 | 2.4 GHz | — | 2 × 256 KB | 3 MB | HD Graphics 4000 | 650–1000 MHz | 35 W | - Socket G2 - Socket G2 - BGA-1023            | DMI 2.0 | Tháng 6, 2012 | - AW8063801032700 - AW8063801211101 - AV8063801032800                   | $225 |
| Core i3-3120M               | - SR0TX (L1) - SR0TY (L1)                           | 2 | 2.5 GHz | — | 2 × 256 KB | 3 MB | HD Graphics 4000 | 650–1100 MHz | 35 W | - Socket G2 - Socket G2                       | DMI 2.0 | Tháng 9, 2012 | - AW8063801111700 - AW8063801112300                                     | $225 |
| Core i3-3130M               | - SR0XC (L1) - SR0XD (L1)                           | 2 | 2.6 GHz | — | 2 × 256 KB | 3 MB | HD Graphics 4000 | 650–1100 MHz | 35 W | - Socket G2 - BGA-1023                        | DMI 2.0 | Tháng 1, 2013 | - AW8063801111500 - AV8063801111900                                     | $225 |
| điện năng tiêu chuẩn, nhúng |                                                     |   |         |   |            |      |                  |              |      |                                               |         |               |                                                                         |      |
| Core i3-3120ME              | - SR0QM (L1) - SR0WM (L1) - SR0QL (L1) - SR0WL (L1) | 2 | 2.4 GHz | — | 2 × 256 KB | 3 MB | HD Graphics 4000 | 650–900 MHz  | 35 W | - Socket G2 - Socket G2 - BGA-1023 - BGA-1023 | DMI 2.0 | Tháng 8, 2012 | - AW8063801117901 - AW8063801117902 - AV8063801117300 - AV8063801117301 | $225 |
| tiết kiệm điện              |                                                     |   |         |   |            |      |                  |              |      |                                               |         |               |                                                                         |      |
| Core i3-3217U               | - SR0N9 (L1)                                        | 2 | 1.8 GHz | — | 2 × 256 KB | 3 MB | HD Graphics 4000 | 350–1050 MHz | 17 W | - BGA-1023                                    | DMI 2.0 | Tháng 6, 2012 | - AV8063801058401                                                       | $225 |
| Core i3-3227U               | - SR0XF (L1)                                        | 2 | 1.9 GHz | — | 2 × 256 KB | 3 MB | HD Graphics 4000 | 350–1100 MHz | 17 W | - BGA-1023                                    | DMI 2.0 | Tháng 1, 2013 | - AV8063801119500                                                       | $225 |
| tiết kiệm điện, nhúng       |                                                     |   |         |   |            |      |                  |              |      |                                               |         |               |                                                                         |      |
| Core i3-3217UE              | - SR0R3 (L1) - SR0WN (L1)                           | 2 | 1.6 GHz | — | 2 × 256 KB | 3 MB | HD Graphics 4000 | 350–900 MHz  | 17 W | - BGA-1023                                    | DMI 2.0 | Tháng 8, 2012 | - AV8063801149500 - AV8063801149502                                     | $261 |
| siêu tiết kiệm điện         |                                                     |   |         |   |            |      |                  |              |      |                                               |         |               |                                                                         |      |
| Core i3-3229Y               | - SR12P (L1)                                        | 2 | 1.4 GHz | — | 2 × 256 KB | 3 MB | HD Graphics 4000 | 350–850 MHz  | 13 W | - BGA-1023                                    | DMI 2.0 | Tháng 1, 2013 | - AV8063801378000                                                       | $250 |

### Vi kiến trúc Haswell (thế hệ thứ 4)

#### "Haswell-MB" (22 nm)
- Các công nghệ được tích hợp: MMX, SSE, SSE2, SSE3, SSSE3, SSE4.1, SSE4.2, AVX, AVX2, FMA3, Enhanced Intel SpeedStep Technology (EIST), Intel 64, XD bit (bản cải tiến của NX bit), Intel VT-x, Hyper-threading, Smart Cache.

| Mã sản phẩm   | Số sSpec     | Số nhân | Xung nhịp | Turbo | L2 cache   | L3 cache | Loại GPU         | Xung nhịp GPU | TDP  | Socket    | I/O bus | Ngày ra mắt   | Số hiệu thành phần | Giá ra mắt (USD) |
| ------------- | ------------ | ------- | --------- | ----- | ---------- | -------- | ---------------- | ------------- | ---- | --------- | ------- | ------------- | ------------------ | ---------------- |
| Core i3-4000M | - SR1HC (C0) | 2       | 2.4 GHz   | —     | 2 × 256 KB | 3 MB     | HD Graphics 4600 | 400–1100 MHz  | 37 W | Socket G3 | DMI 2.0 | Tháng 9, 2013 | - CW8064701486802  | $240             |
| Core i3-4010M | - SR1LA (C0) | 2       | 2.5 GHz   | —     | 2 × 256 KB | 3 MB     | HD Graphics 4600 | 400–1100 MHz  | 37 W | Socket G3 | DMI 2.0 | Quý 3, 2014   | - CW8064701486806  |                  |
| Core i3-4100M | - SR1HB (C0) | 2       | 2.5 GHz   | —     | 2 × 256 KB | 3 MB     | HD Graphics 4600 | 400–1100 MHz  | 37 W | Socket G3 | DMI 2.0 | Tháng 9, 2013 | - CW8064701486707  | $240             |
| Core i3-4110M | - SR1L7 (C0) | 2       | 2.6 GHz   | —     | 2 × 256 KB | 3 MB     | HD Graphics 4600 | 400–1100 MHz  | 37 W | Socket G3 | DMI 2.0 | Tháng 4, 2014 | - CW8064701486708  | $225             |

#### "Haswell-ULT" (22 nm)
- Các công nghệ được tích hợp: MMX, SSE, SSE2, SSE3, SSSE3, SSE4.1, SSE4.2, AVX, AVX2, FMA3, Enhanced Intel SpeedStep Technology (EIST), Intel 64, XD bit (bản cải tiến của NX bit), Intel VT-x, Hyper-threading, AES-NI, Smart Cache.
- Core i3-4010U và cao hơn hỗ trợ Intel VT-d
- Số bóng bán dẫn: 1,3 tỷ
- Kích thước vi mạch: 181 mm²

| điện năng tiêu chuẩn |              |   |         |   |            |      |                    |              |      |          |         |               |                   |      |
| Core i3-4158U        | - SR18B (C0) | 2 | 2 GHz   | — | 2 × 256 KB | 3 MB | Iris Graphics 5100 | 200–1100 MHz | 28 W | BGA-1168 | DMI 2.0 | Tháng 6, 2013 | - CL8064701526902 | $342 |
| tiết kiệm điện       |              |   |         |   |            |      |                    |              |      |          |         |               |                   |      |
| Core i3-4005U        | - SR1EK (D0) | 2 | 1.7 GHz | — | 2 × 256 KB | 3 MB | HD Graphics 4400   | 200–950 MHz  | 15 W | BGA-1168 | DMI 2.0 | Tháng 9, 2013 | - CL8064701478404 | $281 |
| Core i3-4010U        | - SR16Q (C0) | 2 | 1.7 GHz | — | 2 × 256 KB | 3 MB | HD Graphics 4400   | 200–1000 MHz | 15 W | BGA-1168 | DMI 2.0 | Tháng 6, 2013 | - CL8064701478202 | $287 |
| Core i3-4025U        | - SR1EQ (D0) | 2 | 1.9 GHz | — | 2 × 256 KB | 3 MB | HD Graphics 4400   | 200–950 MHz  | 15 W | BGA-1168 | DMI 2.0 | Tháng 4, 2014 | - CL8064701553401 | $275 |
| Core i3-4030U        | - SR1EN (D0) | 2 | 1.9 GHz | — | 2 × 256 KB | 3 MB | HD Graphics 4400   | 200–1000 MHz | 15 W | BGA-1168 | DMI 2.0 | Tháng 4, 2014 | - CL8064701552900 | $281 |
| Core i3-4100U        | - SR16P (C0) | 2 | 1.8 GHz | — | 2 × 256 KB | 3 MB | HD Graphics 4400   | 200–1000 MHz | 15 W | BGA-1168 | DMI 2.0 | Tháng 6, 2013 | - CL8064701476302 | $287 |
| Core i3-4120U        | - SR1EP (D0) | 2 | 2 GHz   | — | 2 × 256 KB | 3 MB | HD Graphics 4400   | 200–1000 MHz | 15 W | BGA-1168 | DMI 2.0 | Tháng 4, 2014 | - CL8064701553300 | $281 |

#### "Haswell-ULX" (22 nm)
- Các công nghệ được tích hợp: MMX, SSE, SSE2, SSE3, SSSE3, SSE4.1, SSE4.2, AVX, AVX2, FMA3, Enhanced Intel SpeedStep Technology (EIST), Intel 64, XD bit (bản cải tiến của NX bit), Intel VT-x, Hyper-threading, AES-NI, Smart Cache.
- Số bóng bán dẫn: 1,3 tỷ
- Kích thước vi mạch: 181 mm²

| siêu tiết kiệm điện |              |   |         |   |            |      |                  |             |        |          |         |               |                   |      |
| Core i3-4010Y       | - SR18F (C0) | 2 | 1.3 GHz | — | 2 × 256 KB | 3 MB | HD Graphics 4200 | 200–850 MHz | 11.5 W | BGA-1168 | DMI 2.0 | Tháng 6, 2013 | - CL8064701512503 | $304 |
| Core i3-4012Y       | - SR1C7 (D0) | 2 | 1.5 GHz | — | 2 × 256 KB | 3 MB | HD Graphics 4200 | 200–850 MHz | 11.5 W | BGA-1168 | DMI 2.0 | Tháng 9, 2013 | - CL8064701573500 | $304 |
| Core i3-4020Y       | - SR1DC (D0) | 2 | 1.5 GHz | — | 2 × 256 KB | 3 MB | HD Graphics 4200 | 200–850 MHz | 11.5 W | BGA-1168 | DMI 2.0 | Tháng 9, 2013 | - CL8064701512402 | $304 |
| Core i3-4030Y       | - SR1DD (D0) | 2 | 1.6 GHz | — | 2 × 256 KB | 3 MB | HD Graphics 4200 | 200–850 MHz | 11.5 W | BGA-1168 | DMI 2.0 | Tháng 4, 2014 | - CL8064701570500 | $281 |

#### "Haswell-H" (22 nm)
- Các công nghệ được tích hợp: MMX, SSE, SSE2, SSE3, SSSE3, SSE4.1, SSE4.2, AVX, AVX2, FMA3, Enhanced Intel SpeedStep Technology (EIST), Intel 64, XD bit (bản cải tiến của NX bit), Intel VT-x, Hyper-threading, Smart Cache.
- Số bóng bán dẫn: 1,3 tỷ
- Kích thước vi mạch: 181 mm²
- Các mẫu nhúng hỗ trợ bộ nhớ ECC

| điện năng tiêu chuẩn, nhúng |              |   |         |   |            |      |                  |             |      |          |         |               |                   |      |
| Core i3-4100E               | - SR17N (C0) | 2 | 2.4 GHz | — | 2 × 256 KB | 3 MB | HD Graphics 4600 | 400-900 MHz | 37 W | BGA-1364 | DMI 2.0 | Tháng 9, 2013 | - CL8064701484002 | $225 |
| Core i3-4110E               | - SR1T2 (C0) | 2 | 2.6 GHz | — | 2 × 256 KB | 3 MB | HD Graphics 4600 | 400-900 MHz | 37 W | BGA-1364 | DMI 2.0 | Tháng 4, 2014 | - CL8064701589005 | $225 |
| tiết kiệm điện, nhúng       |              |   |         |   |            |      |                  |             |      |          |         |               |                   |      |
| Core i3-4102E               | - SR17R (C0) | 2 | 1.6 GHz | — | 2 × 256 KB | 3 MB | HD Graphics 4600 | 400-900 MHz | 25 W | BGA-1364 | DMI 2.0 | Tháng 9, 2013 | - CL8064701528601 | $225 |
| Core i3-4112E               | - SR1T0 (C0) | 2 | 1.8 GHz | — | 2 × 256 KB | 3 MB | HD Graphics 4600 | 400-900 MHz | 25 W | BGA-1364 | DMI 2.0 | Tháng 4, 2014 | - CL8064701588505 | $225 |

### Vi kiến trúc Broadwell (thế hệ thứ năm)

#### "Broadwell-U" (14 nm)
- Các công nghệ được tích hợp: MMX, SSE, SSE2, SSE3, SSSE3, SSE4.1, SSE4.2, AVX, AVX2, FMA3, Enhanced Intel SpeedStep Technology (EIST), Intel 64, XD bit (bản cải tiến của NX bit), Intel VT-x, Intel VT-d, Hyper-threading, AES-NI, Smart Cache, và giảm (cTDP)

| điện năng tiêu chuẩn |                           |   |         |   |            |      |                    |              |      |          |         |               |                   |      |
| Core i3-5157U        | - SR26M (F0)              | 2 | 2.5 GHz | — | 2 × 256 KB | 3 MB | Iris Graphics 6100 | 300–1000 MHz | 28 W | BGA-1168 | DMI 2.0 | Tháng 1, 2015 | - FH8065802064212 | $315 |
| tiết kiệm điện       |                           |   |         |   |            |      |                    |              |      |          |         |               |                   |      |
| Core i3-5005U        | - SR244 (F0) - SR27G (F0) | 2 | 2 GHz   | — | 2 × 256 KB | 3 MB | HD Graphics 5500   | 300–850 MHz  | 15 W | BGA-1168 | DMI 2.0 | Tháng 1, 2015 | - FH8065801884006 | $275 |
| Core i3-5010U        | - SR23Z (F0)              | 2 | 2.1 GHz | — | 2 × 256 KB | 3 MB | HD Graphics 5500   | 300–900 MHz  | 15 W | BGA-1168 | DMI 2.0 | Tháng 1, 2015 | - FH8065801620406 | $281 |

## Vi xử lý nhúng

### Vi kiến trúc Sandy Bridge (thế hệ thứ 2)

#### "Gladden" (32 nm)
- Các công nghệ được tích hợp: MMX, SSE, SSE2, SSE3, SSSE3, SSE4.1, SSE4.2, AVX, Enhanced Intel SpeedStep Technology (EIST), Intel 64, XD bit (bản cải tiến của NX bit), Intel VT-x, EPT, Hyper-threading, Smart Cache, ECC memory.

| điện năng tiêu chuẩn |              |   |       |   |            |      |      |            |         |               |             |                   |      |
| Core i3-2115C        | - SR0NV (Q0) | 2 | 2 GHz | — | 2 × 256 KB | 3 MB | 25 W | - BGA-1284 | DMI 2.0 | 2 × DDR3-1333 | Quý 2, 2012 | - AV8062701064700 | $241 |

### Vi kiến trúc Ivy Bridge (thế hệ thứ 3)

#### "Gladden" (22 nm)
- Các công nghệ được tích hợp: MMX, SSE, SSE2, SSE3, SSSE3, SSE4.1, SSE4.2, AVX, Enhanced Intel SpeedStep Technology (EIST), Intel 64, XD bit (bản cải tiến của NX bit), Intel VT-x, EPT, Hyper-threading, Smart Cache, ECC memory.

| điện năng tiêu chuẩn |              |   |         |   |            |      |      |            |         |               |             |                   |      |
| Core i3-3115C        | - SR1J2 (E1) | 2 | 2.5 GHz | — | 2 × 256 KB | 4 MB | 25 W | - BGA-1284 | DMI 2.0 | 2 × DDR3-1333 | Quý 3, 2013 | - CN8063801307703 | $241 |